# Hysterothylacium corrugatum
Hysterothylacium corrugatum is een rondwormensoort uit de familie van de Anisakidae. De wetenschappelijke naam van de soort is voor het eerst geldig gepubliceerd in 1981 door Deardorff & Overstreet.